# Збаржівська сільська рада
| Збаржівська сільська рада — колишній орган місцевого самоврядування у Погребищенському районі Вінницької області з адміністративним центром у с. Збаржівка. Сільській раді були підпорядковані населені пункти: - с. Збаржівка - с. Обозівка - с. Травневе |

## Склад ради
Рада складалася з 12 депутатів та голови.

## Керівний склад сільської ради
| ПІБ                         | Основні відомості                                                         | Дата обрання | Дата звільнення |
| --------------------------- | ------------------------------------------------------------------------- | ------------ | --------------- |
| Федюк Олександр Миколайович | Сільський голова, 1963 року народження, освіта, член народної партії      | 26.03.2006   | 31.10.2010      |
| Федюк Олександр Миколайович | Сільський голова, 1963 року народження, освіта вища, член народної партії | 31.10.2010   |                 |

Примітка: таблиця складена за даними джерела